# Associació Europea de Senderisme
L'Associació Europea de Senderisme (European Ramblers' Association en anglès) és l'organisme que s'encarrega de regular els Senders Europeus de Gran Recorregut, així com promocionar el senderisme i defensar els drets dels senderistes al lliure accés a zones de naturalesa que requereixin creuar fronteres internacionals.
Té la seva seu a la localitat alemana de Kassel. Compta amb l'afiliació de 58 organitzacions en 33 nacions europees.